# Botanophila gentianaella
Botanophila gentianaella är en tvåvingeart som beskrevs av Zhong 1985. Botanophila gentianaella ingår i släktet Botanophila och familjen blomsterflugor. Inga underarter finns listade i Catalogue of Life.